# Colin Edwin

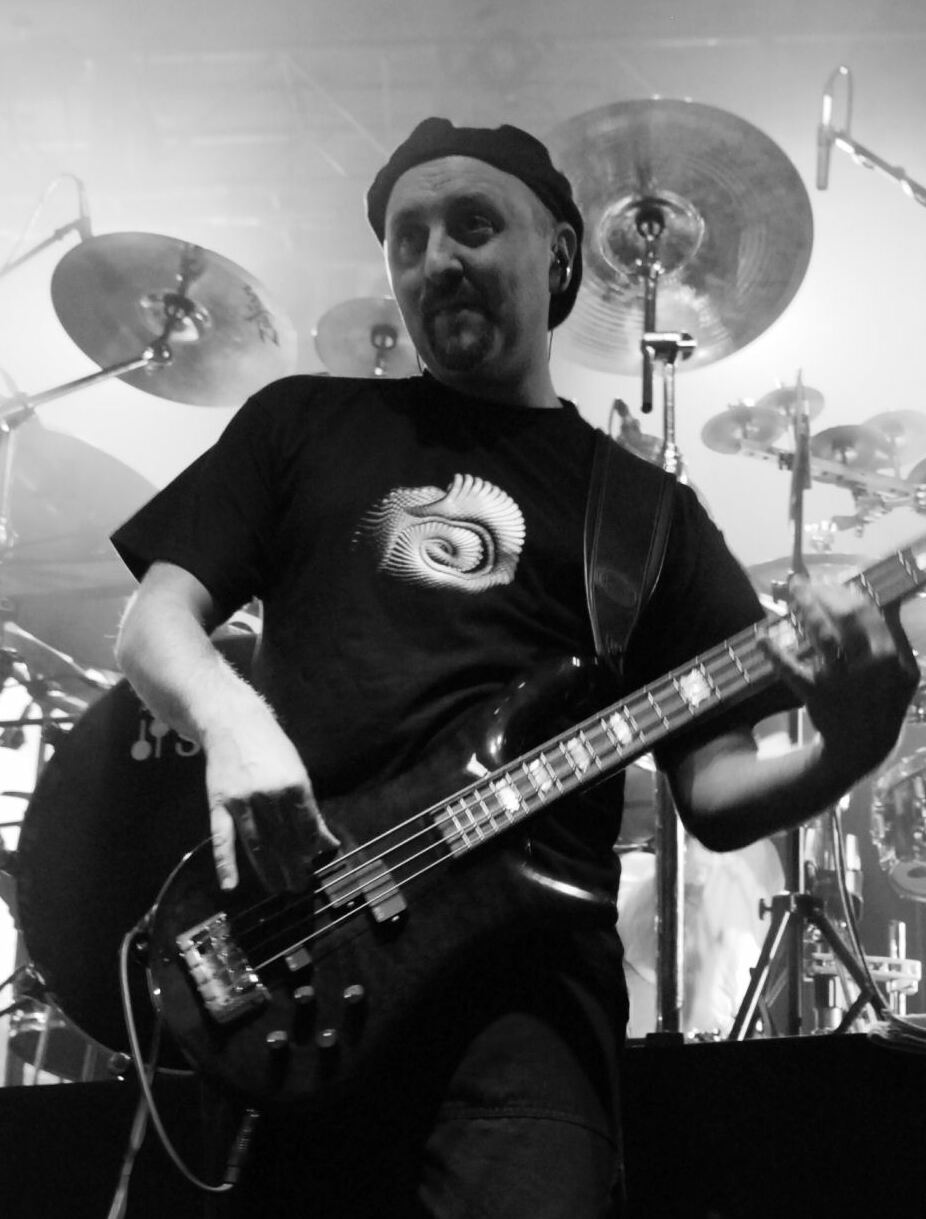
Colin Edwin

Colin Edwin (Melbourne, Australië, 2 juli 1970) was van 1993 tot 2009 de bassist van de Britse progressieve rock band Porcupine Tree. Ook is hij lid van Ex-Wise Heads, een driemanformatie die etnische, ambient en post moderne invloeden heeft. Ook speelt hij in een door metal beïnvloede band; Random Noise Generator.
Hij ontving credits voor in 2005 uitgebrachte film Four Brothers, onder de naam Colin Balch.
Steven Wilson · Richard Barbieri · Gavin Harrison 

voormalig: Colin Edwin · Chris Maitland
- MusicBrainz: 3db03b5f-99c5-45b3-bbdb-6876784911a5
- Virtual International Authority File: 5219153184552427100004